# Columna de Sant Roc
La Columna de Sant Roc és una creu de terme de Cervera (Segarra) inclosa a l'Inventari del Patrimoni Arquitectònic de Catalunya.

## Descripció
Creu de terme situada a mig camí entre Castellnou d'Oluges i Malgrat. Construïda amb pedra de marès, consta d'una ampla base de blocs arrodonits de pedra picada amb barana de forja, una columna cilíndrica sobre sòcol octogonal i a la part superior una fornícula amb imatge decorada amb fulles d'acant i creu metàl·lica coronant la part superior.